# Голенищево (Хмельницкий район)
Голенищево (укр. Голенищеве) — село в Хмельницком районе Хмельницкой области Украины.
Население по переписи 2001 года составляло 727 человек. Почтовый индекс — 31322. Телефонный код — 3857. Занимает площадь 2,171 км². Код КОАТУУ — 6823080401.

## Местная власть
31500, Хмельницкая обл., Хмельницкий р-н, пгт Летичев, ул. Соборная, 16